# Naběračka

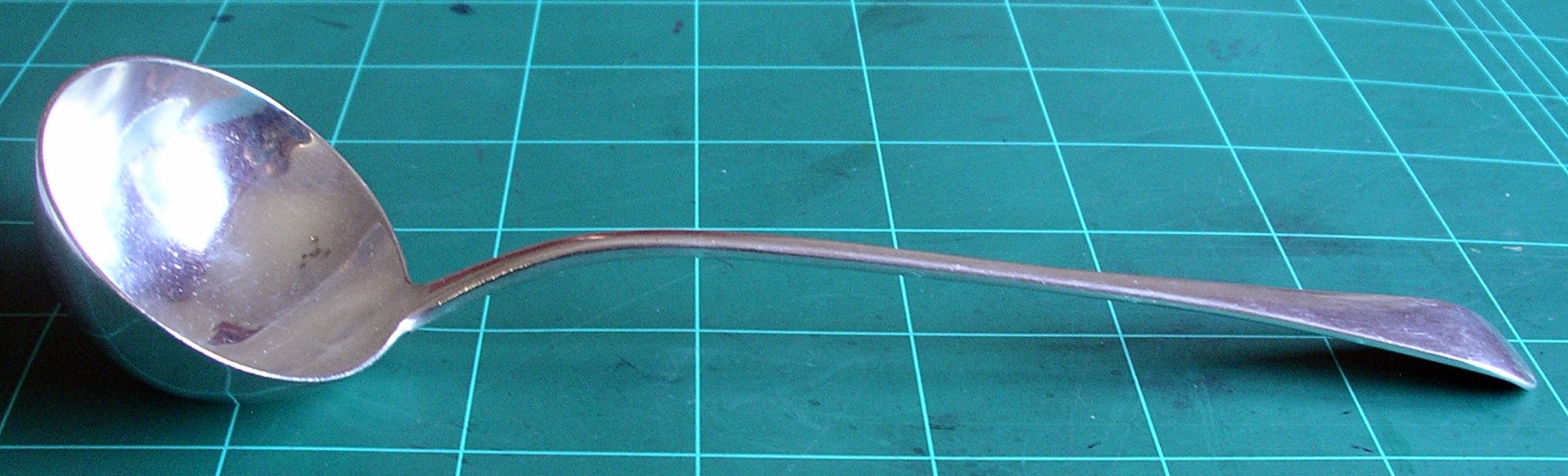
Stříbrná naběračka

Naběračka, sběračka, nářečně také šufánek či žufánek, je běžný pracovní nástroj používaný v kuchyni při vaření. Slouží jak k nabírání potravin během vaření, tak k podávání hotového jídla (např. polévek či omáček). Naběračky se vyrábějí v různé škále velikostí, většinou se jedná o celokovový předmět – plechový výlisek. Základem je kovová miska polokulovitého tvaru, která je opatřena rukojetí. Podobný nástroj – velká naběračka užívaná mimo kuchyni, a to pro zcela jiné účely (např. vybírání septiku) – je šoufek.

## Z historie
První použití kovových (bronzových) naběraček na našem území je zaznamenáno již u Keltů v pozdní době laténské (2.–1. století př. n. l.), kdy se (zřídka a ve zlomcích) objevují v nálezech na oppidech jako pozůstatky luxusních servisů používaných k podávání vína, které byly importovány z vyspělého mediterráního prostředí římských provincií nebo přímo Itálie. Hojněji, ale stále jako luxusní zboží obdobné provenience jsou – opět jako součásti picích servisů – nacházeny v hrobech následující doby římské.